# Xã Workman, Quận Aitkin, Minnesota
Xã Workman (tiếng Anh: Workman Township) là một xã thuộc quận Aitkin, tiểu bang Minnesota, Hoa Kỳ. Năm 2010, dân số của xã này là 207 người.